# Ninam jezik
Ninam jezik (crichana, jawaperi, jawari, kasrapai, shiriana casapare, xirianá, yanam; ISO 639-3: shb), jezik Shirianá Indijanaca, porodica širiana (yanomam), kojim govori oko 570 ljudi u graničnom prostoru Brazila i Venezuele. Oko 470 u Brazilu (1976 UFM) na rijekama Mucajai, gornja Uraricáa i Paragua, i 100 u Venezueli u državi Bolivar (rijeke Karun i Paragua).
Postoje dva dijalekta, sjeverni ninam ili Shiriana, na rijekama Uraricaa-Paragua i južni ninam ili shirishana, na rijeci Mucajai (država Roraima).
Neka djeca u Brazilu počinhu učiti portugalski [por]. U Venezueli se koristi i španjolski [spa] ili Pemon [aoc]

## Vanjske poveznice
- Ethnologue (14th)
- Ethnologue (15th)